# کیلیچ‌ارسلان (سنان‌پاشا)
کیلیچ‌ارسلان (به ترکی استانبولی: Kılıçarslan) یک منطقهٔ مسکونی در ترکیه است که در سنان‌پاشا واقع شده‌است.